# Mrakiella cryoconiti
Mrakiella cryoconiti är en svampart som beskrevs av Margesin & Fell 2008. Mrakiella cryoconiti ingår i släktet Mrakiella, ordningen Cystofilobasidiales, klassen Tremellomycetes, divisionen basidiesvampar och riket svampar.   Inga underarter finns listade i Catalogue of Life.